# Augyles kulabensis
Augyles kulabensis là một loài bọ cánh cứng trong họ Heteroceridae. Loài này được Reitter miêu tả khoa học đầu tiên năm 1900.